# 圩墩遗址
圩墩遗址，位于江苏省常州市戚墅堰区，是中华人民共和国江苏省文物保护单位之一。
在大运河戚墅堰南侧圩墩村一带，面积约20万平方米，文化层堆积厚度为1.8米左右。1960年发现。经南京博物院复查，确定为新石器时代村落遗址。1972～1985年进行4次发掘，共1330平方米，上层为泽文化层，下层为马家浜文化层，共出土釜、豆、罐、盆、钵和炉条形火架等陶器，石奔、凿、刀等石器，石丸、石球、石镞、纺轮和竹、木、骨制品等数百件，并有保存完好的木针、纺织物、绳子等遗物，还发现许多炭化米粒和完好的木桨两柄、木橹一支。1992年1-2月，因城建用地需要，常州市文物管理部门再度组织人员对遗址部分地域进行发掘，发掘面积586.25平方米，新出土骨器、玉石器、陶器等文物数百件。
1982年3月25日，经江苏省人民政府批准，该遗址被确定为江苏省文物保护单位。